# HMS Cachalot (S06)
Pour les autres navires du même nom, voir HMS Cachalot.
Le HMS Cachalot (pennant number : S06) est un sous-marin britannique de classe Porpoise de la Royal Navy. Sa quille a été posée le 1er août 1955 par Scotts Shipbuilding and Engineering Company à Greenock. Il a été lancé le 11 décembre 1957 et mis en service le 1er septembre 1959.

## Conception
La classe Porpoise était la première classe de sous-marins opérationnels construits pour la Royal Navy après la fin de la Seconde Guerre mondiale. Ils ont été conçus pour tirer parti de l’expérience acquise en étudiant les sous-marins allemands Unterseeboot type XXI, ainsi que des expériences britanniques réalisées en temps de guerre avec le sous-marin HMS Seraph, qui a été modifié en améliorant son hydrodynamisme et en l’équipant de batteries plus grandes,,.
Les sous-marins de la classe Porpoise mesuraient 88,47 m de longueur hors tout et 73,46 m entre perpendiculaires, avec un maître-bau de 8,08 m et un tirant d'eau de 5,56 m. Leur déplacement en surface était de 1590 tonnes en standard, et de 2007 tonnes à pleine charge. Il était de 2340 tonnes en immersion. Les machines servant à la propulsion se composaient de 2 générateurs diesel Admiralty Standard Range d’une puissance totale de 3680 chevaux-vapeur (2740 kW), qui pouvaient recharger les batteries du sous-marin ou entraîner directement les moteurs électriques. Ceux-ci étaient évalués à 6000 chevaux-vapeur (4500 kW) et entraînaient deux arbres d'hélice, ce qui donnait une vitesse de 12 nœuds (22 km/h) en surface et de 16 nœuds (30 km/h) en immersion,. Huit tubes lance-torpilles de 21 pouces (533 mm) ont été installés : six à l’avant et deux à l’arrière. Le navire pouvait transporter jusqu’à 30 torpilles. La dotation initiale étant composée de la torpille Mark 8 non guidée et de torpilles guidées Mark 20.

## Engagements
Le Cachalot a participé à la revue de la flotte au large de Spithead pour le jubilé d'argent de la reine Élisabeth II en 1977, il faisait partie de la flottille de sous-marins.
Il a été vendu le 12 novembre 1979 pour démolition à Blyth.